# Tom Helsen
Tom Helsen (Keerbergen, 19 juli 1976) is een Vlaamse zanger-muzikant uit Veltem (deelgemeente van Herent (Vlaams-Brabant)), maar oorspronkelijk afkomstig uit Keerbergen.

## Levensloop
Helsen kwam voor het eerst in de aandacht op Humo's Rock Rally van 1996 waar hij als tweede eindigde met onder meer de song Rebecca. Tom Helsen maakte vervolgens twee albums:
- een titelloos album in 1998 (met onder andere All you broken homers en Great American sex scandal), en
- 'Tom is doing great' waarvan Slowly en When Marvin Calls de bekendste nummers zijn.

In oktober 2004 kwam zijn derde album More than gold uit. In november van datzelfde jaar gaf de singer-songwriter 9 concerten in het voorprogramma van Dido.
Zijn vierde album, Hilite Hotel, zorgde met de hits 'Sun in her eyes' en 'Change yourself' voor de commerciële doorbraak.
Daarna kwam zijn vijfde album "Five-Oh" uit en werd hij jurylid in de 3de reeks van Steracteur Sterartiest
In 2015 deed hij mee aan het programma Liefde voor Muziek.

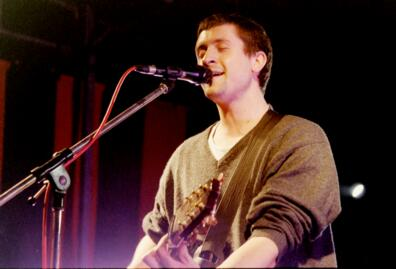
Tom Helsen op het podium van Sjwilie Rock (2002)

## Discografie

### Albums
| Album met hitnotering(en) in de Vlaamse Ultratop 200 albums | Datum van verschijnen | Datum van binnenkomst | Hoogste positie | Aantal weken | Opmerkingen   |
| ----------------------------------------------------------- | --------------------- | --------------------- | --------------- | ------------ | ------------- |
| More than gold                                              | 04-10-2004            | 09-10-2004            | 27              | 11           |               |
| Hilite hotel                                                | 14-05-2007            | 17-02-2007            | 17              | 37           |               |
| 1998-2008                                                   | 24-03-2008            | 29-03-2008            | 21              | 20           | Verzamelalbum |
| Five-Oh                                                     | 01-09-2008            | 13-09-2008            | 30              | 7            |               |
| Home                                                        | 29-05-2009            | 13-06-2009            | 64              | 7            | Verzamelalbum |
| The truth about that girl and me                            | 28-05-2010            | 05-06-2010            | 11              | 14           |               |
| Unbreakable                                                 | 20-03-2015            | 28-03-2015            | 31              | 13           |               |
| Cupcakes                                                    | 14-02-2018            | 24-02-2018            | 57              | 7            |               |

### Singles
| Single met eventuele hitnotering(en) in de Nederlandse Top 40 | Datum van verschijnen | Datum van binnenkomst | Hoogste positie | Aantal weken | Opmerkingen                 |
| ------------------------------------------------------------- | --------------------- | --------------------- | --------------- | ------------ | --------------------------- |
| Sun in her eyes                                               | 2007                  | 05-05-2007            | tip17           | -            |                             |
| Longface                                                      | 2008                  | 19-04-2008            | tip9            | -            |                             |
| Sun in her eyes                                               | 2007                  | 04-09-2010            | 22              | 7            | Nr. 40 in de Single Top 100 |

| Single met hitnotering(en) in de Vlaamse Ultratop 50 | Datum van verschijnen | Datum van binnenkomst | Hoogste positie | Aantal weken | Opmerkingen                                  |
| ---------------------------------------------------- | --------------------- | --------------------- | --------------- | ------------ | -------------------------------------------- |
| Sun in her eyes                                      | 2007                  | 17-02-2007            | 12              | 16           |                                              |
| Change Yourself                                      | 2007                  | 26-05-2007            | 22              | 19           |                                              |
| Easy                                                 | 2007                  | 06-10-2007            | tip8            | -            |                                              |
| Longface                                             | 2008                  | 19-04-2008            | tip4            | -            |                                              |
| Night and day                                        | 09-06-2008            | 21-06-2008            | 4               | 19           | met Regi                                     |
| Shades                                               | 2008                  | 27-09-2008            | tip18           | -            |                                              |
| Home                                                 | 08-12-2008            | 20-12-2008            | 1(5wk)          | 12           | met Geike Arnaert                            |
| Every little thing                                   | 2009                  | 16-05-2009            | tip9            | -            |                                              |
| I am                                                 | 26-04-2010            | 15-05-2010            | 30              | 8            | met Barbara Dex                              |
| Faithful                                             | 27-09-2010            | 09-10-2010            | tip22           | -            | met Myrthe                                   |
| Bow beat                                             | 07-02-2011            | 26-02-2011            | tip12           | -            |                                              |
| Please (CM-lieke)                                    | 23-05-2011            | 04-06-2011            | tip9            | -            |                                              |
| Electrified                                          | 14-01-2013            | 09-02-2013            | tip76           | -            | met Romeo Blanco                             |
| Pocket full of roses                                 | 25-03-2013            | 06-04-2013            | tip3            | -            |                                              |
| New girl                                             | 05-08-2013            | 10-08-2013            | tip10           | -            |                                              |
| I can't fall in love if it doesn't feel right        | 25-11-2013            | 07-12-2013            | tip15           | -            | met Ellie Rosewood                           |
| Castle walls                                         | 12-01-2015            | 24-01-2015            | tip7            | -            |                                              |
| Adelaide                                             | 23-03-2015            | 04-04-2015            | tip15           | -            |                                              |
| Lonely boy                                           | 25-05-2015            | 06-06-2015            | tip34           | -            |                                              |
| New story                                            | 10-08-2015            | 22-08-2015            | tip41           | -            |                                              |
| Foute mannen                                         | 10-08-2015            | 22-08-2015            | tip93           | -            | met Zeester / Nr. 45 in de Vlaamse Top 50    |
| Loser                                                | 29-01-2016            | 13-02-2016            | tip             | -            |                                              |
| I love my dog                                        | 25-03-2016            | 09-04-2016            | tip             | -            |                                              |
| Broccoli & wortels                                   | 02-09-2016            | 24-09-2016            | tip38           | -            | Nr. 20 in de Vlaamse Top 50                  |
| Everytime we kiss we say goodbye                     | 25-09-2017            | 07-10-2017            | tip18           | -            |                                              |
| They don't make 'em like you anymore                 | 15-01-2018            | 03-03-2018            | 42              | 4            |                                              |
| Be the one                                           | 28-09-2018            | 06-10-2018            | tip18           | -            |                                              |
| Niets is wat het lijkt                               | 12-10-2018            | 27-10-2018            | tip23           | -            | met Buurman / Nr. 5 in de Vlaamse Top 50     |
| King Kong                                            | 08-02-2019            | 23-02-2019            | tip             | -            |                                              |
| If                                                   | 19-08-2019            | 24-08-2019            | tip4            | -            | met Janne Blommaert                          |
| Draken                                               | 26-06-2020            | 04-07-2020            | tip15           | -            | Nr. 11 in de Vlaamse Top 50                  |
| Niet door mij                                        | 16-10-2020            | 24-10-2020            | tip12           | -            | Nr. 11 in de Vlaamse Top 50                  |
| Water                                                | 15-01-2021            | 30-01-2021            | tip             | -            | Nr. 35 in de Vlaamse Top 50                  |
| Telescoop                                            | 02-04-2021            | 10-04-2021            | tip7            | -            | met Kim Konings / Nr. 7 in de Vlaamse Top 50 |
| Ondersteboven                                        | 20-10-2021            | 20-11-2021            | 50              | 1            |                                              |